# Golf de Wimereux
Le golf de Wimereux, parfois appelé golf de Boulogne-sur-Mer, est un golf situé dans la station balnéaire de Wimereux dans le Pas-de-Calais. Ouvert en 1901, il est l'un des plus anciens parcours de golf français.

## Historique

### Les premiers parcours
Le Boulogne Golf Club est créé en 1900. Un terrain est aménagé sur 2 km entre les territoires communaux de Boulogne-sur-Mer et Wimereux, mais est rapidement supprimé. En effet, en l'étude de Maître Dezairs, notaire à Boulogne, est adjugé
un droit exclusif d'établir un jeu de golf à la place de l'hippodrome d'Aubengue, au nord de Wimereux, à l'emplacement actuel du golf. 
Un parcours de 9 trous est ainsi tracé à cet endroit en 1901. L'hôtel Cosmopolite est aménagé en club-house en 1903. Neuf trous sont ajoutés au parcours en 1907 et un nouveau club-house est inauguré en 1908.
Après la première Guerre mondiale, F.N. Pickett, industriel anglais, rachète le golf et demande à 2 architectes, le major
Campbell et le major Hutchinson, de le reconstruire sur le modèle des golfs écossais. Le parcours rencontre un succès très important, en France et à l'étranger, jusqu'à la seconde Guerre mondiale où il est envahi par les Allemands qui y installent une partie de leurs armées pour attaquer l'Angleterre. Défiguré par les conflits entre les Alliés et les Allemands, il reste inutilisé pendant plus de 10 ans après la guerre.

### Le golf actuel
Français et anglais collaborent pour reconstruire le golf au même endroit. Dessinés par M. Lévrier, les neuf premiers trous ouvrent le 14 juillet 1958, malgré un terrain encore difficilement praticable et des équipements pas encore prêts. Le reste du parcours ouvre le 3 mai 1959. Depuis, il n'a pas cessé de se développer.

## Description
Le golf de Wimereux est un parcours de 18 trous, long de 6 179 m, par 72. Il est divisé en deux : une partie au bord de la mer et une autre dans la campagne.

## Équipements
Le golf de Wimereux abrite une école de golf, un practice, un club-house et un restaurant.

## Fréquentation
Le Golf de Wimereux accueille 11 000 joueurs par an, dont 60 % de clientèle étrangère, essentiellement anglaise, belge et néerlandaise.